# Georg Bumiller
Georg Bumiller (* 1957 in Landau in der Pfalz) ist ein deutscher Architekt.

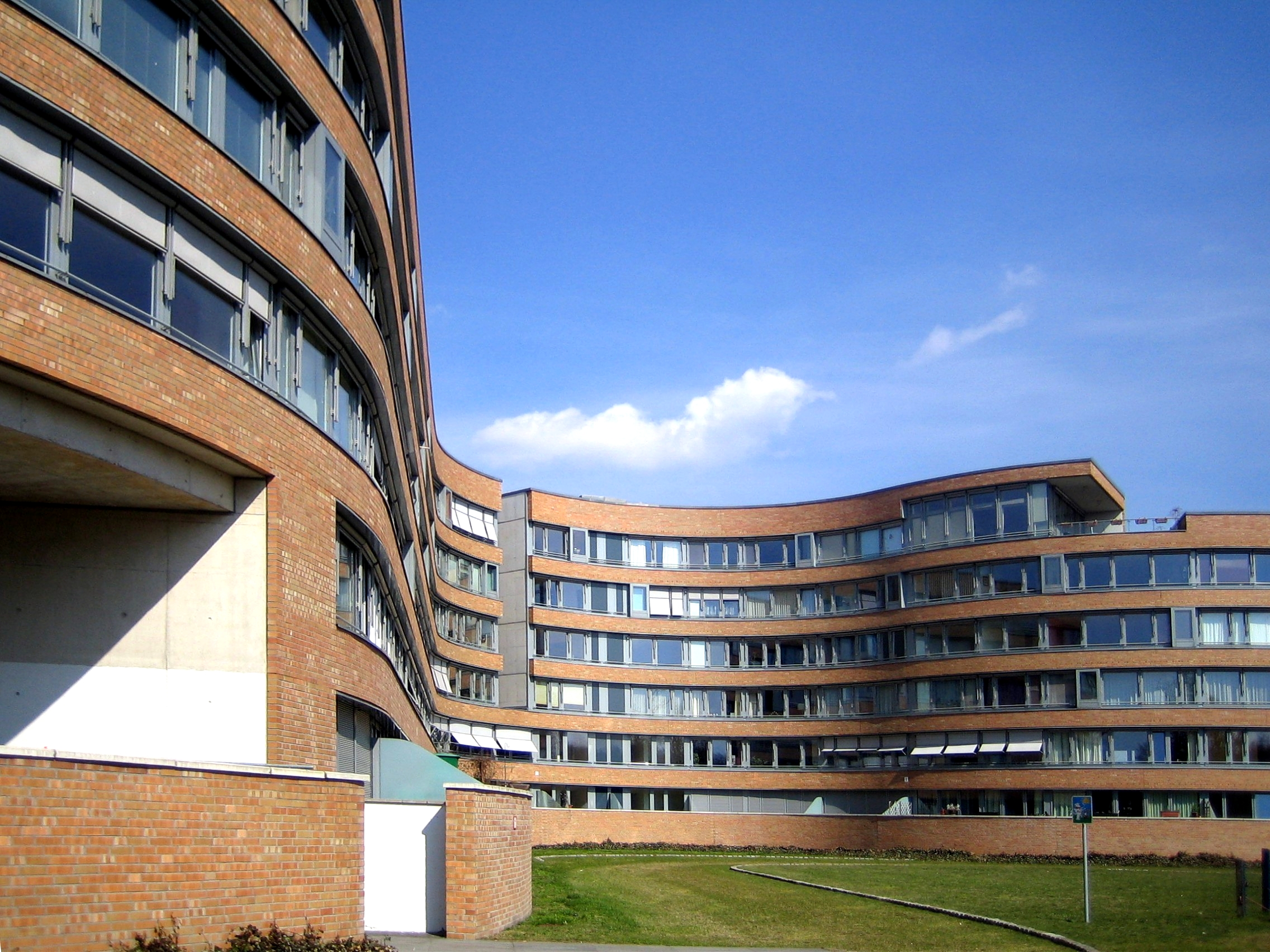
Bundesschlange, Berlin

## Werdegang
Georg Bumiller studierte von 1977 bis 1983 Architektur an der TH Darmstadt, in Wien und (unterstützt durch ein Fulbright-Stipendium) an der Cornell University. Er arbeitete bei Oswald Mathias Ungers, Colin Rowe, SOM und Axel Schultes. 1988 gründete er ein Architekturbüro in Berlin. Bumiller lehrte an der ETH Zürich bei Franz Oswald und wurde 2015 als Gastkritiker von Carlo Baumschlager und Alexander Tochtermann an die Akademie der Bildenden Künste München eingeladen.
Bumillers Vorlass befindet sich im Architekturmuseum der TU München.

## Bauten
als Mitarbeiter bei Axel Schultes:
- Kunstmuseum Bonn

eigene Bauten:
- 1986–1991: Erweiterung der E.-O.-Plauen- und Nürtingen-Grundschule mit Georg Thoma
- 1995–2000: Bundesschlange, Berlin mit Kienast Vogt Partner[3][4][5]
- 2001–2004: Schul- und Sportanlage Wrangelstraße, Berlin
- 2001–2004: Grundschule, Ober-Eschbach mit Detlef Junkers und Eisenloffel. Sattler + Partner
- 2005: Land- und Amtsgericht, Frankfurt (Oder) mit Detlef Junkers[6]
- 2008: Hochschule, Mittweida[7]
- 2007–2012: Campus Gutspark, Falkensee

## Auszeichnungen und Preise
- 2007: Brandenburgischer Architekturpreis für Land- und Amtsgericht, Frankfurt (Oder)[8]